# Iki no Hakatoko
Iki no Hakatoko est un nom japonais traditionnel ; le nom de famille (ou le nom d'école), Iki, précède donc le prénom (ou le nom d'artiste).
Iki no Hakatoko (伊吉 博德) est un diplomate, juriste et écrivain japonais du VIIe siècle, auteur du Iki no Hakatoko no Sho, relation de son ambassade en Chine.

## Missions en Chine
- 659-661 : Mission en Chine au nom de l'impératrice
- 667-668 : Il se rend en Chine au nom de l'empereur Tenji, voyage avec Kasa no Moroishi (笠諸石?) à la cour de Tang Gaozong Empereur de Chine. Lors de son voyage de retour au Japon, il accompagne Sima Facong (司馬法聰) émissaire de la dynastie Tang auprès de l'armée stationnée dans l'ancienne garnison baekje[2];